# Bali
|  | Per a altres significats, vegeu «Bali (desambiguació)». |

Bali és una illa i província d'Indonèsia, la més occidental de les illes Petites de la Sonda. Es troba en una cadena d'illes, amb Java a l'oest, de la qual està separada per l'estret de Bali, i Lombok a l'est, separada per l'estret de Lombok. Al nord, la mar de Bali la separa de les illes Kangean, i al sud Bali està banyada per l'oceà Índic.
Bali és una famosa destinació turística i, juntament amb Java, és coneguda pel desenvolupament de les seves arts, que inclouen la dansa, l'escultura, la pintura, l'artesania de la pell i el metall i la música, especialment la que es toca en el gamelan.
L'illa conforma una de les províncies d'Indonèsia, amb 5.632,86 km² i 4.415.100 habitants (estimació 2022). La capital és Denpasar.

## Història

### Antiguitat
Bali va ser habitada al voltant de l'any 2000 aC per gent austronesia que va emigrar originàriament de l'illa de Taiwan al sud-est asiàtic i Oceania a través del sud-est asiàtic marítim. Cultural i lingüísticament, els balinesos estan estretament relacionats amb la població de l'arxipèlag d'Indonèsia, Malàisia, Brunei, les Filipines i Oceania. S'han trobat eines de pedra que daten d'aquesta època prop del poble de Cekik, a l'oest de l'illa.
A l'antiga Bali existien nou sectes hindús: Pasupata, Bhairawa, Siwa Shidanta, Vaishnava, Bodha, Brahma, Resi, Sora i Ganapatya. Cada secta venerava una deïtat específica com la seva divinitat personal.
Les inscripcions dels anys 896 i 911 no esmenten cap rei, fins al 914, quan s'esmenta Sri Kesarivarma. També revelen un Bali independent, amb un dialecte diferent, on el budisme i el xivaisme es practicaven simultàniament. La besnéta de Mpu Sindok, Mahendradatta (Gunapriyadharmapatni), es va casar amb el rei de Bali Udayana Warmadewa (Dharmodayanavarmadeva) al voltant de l'any 989, donant a llum a Airlangga cap a l'any 1001. Aquest matrimoni també va portar més difusió de l'hinduisme i la cultura javanesa a Bali. La princesa Sakalendukirana va aparèixer el 1098. Suradhipa va regnar del 1115 al 1119, i Jayasakti des del 1146 fins al 1150. Jayapangus apareix a les inscripcions entre el 1178 i el 1181, mentre que Adikuntiketana i el seu fill Paramesvara el 1204.
La cultura balinesa va estar fortament influenciada per la cultura índia, xinesa i particularment hindú, des del segle I dC. El nom Bali dwipa ("illa de Bali") s'ha descobert a partir de diverses inscripcions, inclosa la inscripció del pilar de Blanjong escrita per Sri Kesari Warmadewa l'any 914 dC i esmentant Walidwipa. Va ser durant aquest temps que la gent va desenvolupar el seu complex sistema de reg subak per cultivar arròs. Algunes tradicions religioses i culturals que encara avui es practiquen es remunten a aquest període.
L'Imperi hindú Majapahit (1293–1520 dC), a l'est de Java, va fundar una colònia balinesa el 1343. L'oncle de Hayam Wuruk s'esmenta a les cartes de 1384–86. La immigració massiva javanesa a Bali es va produir al segle següent, quan l'Imperi Majapahit va caure el 1520. El govern de Bali es va convertir llavors en una sèrie de regnes hindús independents que van donar lloc a una identitat nacional balinesa i a grans millores en la cultura, les arts i l'economia. La nació amb diversos regnes va restar independent durant 386 anys, fins al 1906, quan els neerlandesos van sotmetre els nadius.

### Contactes portuguesos
Es creu que el primer contacte europeu conegut amb Bali es va produir l'any 1512, quan una expedició portuguesa liderada per Antonio Abreu i Francisco Serrão va albirar la seva costa nord. Va ser la primera expedició d'una sèrie de flotes bianuals a les Moluques, que al llarg del segle XVI van viatjar per les costes de les illes de la Sonda. Bali també va ser cartografiat el 1512, als mapes de Francisco Rodrigues. El 1585, un vaixell va naufragar a la península de Bukit i va deixar uns quants portuguesos al servei de Dewa Agung.

### Índies Orientals Holandeses
El 1597, l'explorador holandès Cornelis de Houtman va arribar a Bali, i la Companyia Neerlandesa de les Índies Orientals es va establir el 1602. El govern neerlandès va ampliar el seu control a l'arxipèlag d'Indonèsia durant la segona meitat del segle xix. El control polític i econòmic neerlandès sobre Bali va començar a la dècada de 1840 a la costa nord de l'illa quan els neerlandesos van enfrontar diversos regnes balinesos entre ells. A finals de la dècada de 1890, les lluites entre els regnes balinesos al sud de l'illa van ser explotades pels neerlandesos per augmentar el seu control.
El juny de 1860, el famós naturalista gal·lès Alfred Russel Wallace va viatjar a Bali des de Singapur i va desembarcar a Buleleng, a la costa nord de l'illa. El viatge de Wallace a Bali va ser fonamental per ajudar-lo a idear la seva teoria de la línia de Wallace. La línia de Wallace és un límit faunístic que travessa l'estret entre Bali i Lombok. És un límit entre espècies. A les seves memòries de viatge The Malay Archipelago, Wallace va escriure sobre la seva experiència a Bali, que fa èmfasi en els mètodes únics de reg balinesos:
| « | Vaig quedar sorprès i encantat; com que la meva visita a Java va ser uns anys més tard, mai havia vist un districte tan bonic i ben conreat fora d'Europa. Una plana lleugerament ondulada s'estén des de la costa unes deu o dotze milles cap a l'interior, on està delimitada per una fina serra de turons boscosos i conreats. Cases i pobles, marcats per densos grups de cocoters, tamarinds i altres arbres fruiters, estan esquitxats en totes direccions; mentre que entre ells s'estenen luxosos terrenys d'arròs, regats per un elaborat sistema de reg que seria l'orgull de les parts més conreades d'Europa. | » |

Els neerlandesos van realitzar assalts navals i terrestres a la regió de Sanur el 1906 i van ser rebuts pels membres de la família reial i els seus seguidors que, en lloc de cedir a la força superior neerlandesa, es van suïcidar ritualment (puputan) per evitar la humiliació de la rendició. Malgrat les demandes neerlandeses de rendició, s'estima que 200 balinesos es van suïcidar en lloc de rendir-se. A la intervenció neerlandesa a Bali, es va produir un suïcidi massiu similar davant d'un assalt neerlandès a Klungkung. Després, els governadors neerlandesos van exercir el control administratiu de l'illa, però el control local sobre la religió i la cultura generalment es va mantenir intacte. El domini neerlandès sobre Bali va arribar més tard i mai va estar tan ben establert com a altres parts d'Indonèsia com Java i les Moluques.
A la dècada de 1930, els antropòlegs Margaret Mead i Gregory Bateson, els artistes Miguel Covarrubias i Walter Spies i el musicòleg Colin McPhee van passar temporades a l'illa. Els seus relats sobre l'illa i els seus pobles van crear una imatge occidental de Bali com "una terra encantada d'estetes en pau amb ells mateixos i amb la natura". Els turistes occidentals van començar a visitar l'illa. La imatge sensual de Bali es va millorar a Occident amb un documental de 1932 Virgins of Bali sobre un dia a la vida de dues adolescents balineses que el narrador de la pel·lícula, Deane Dickason, assenyala a la primera escena "banyen els seus cossos de bronze sense vergonya". La pel·lícula, que consistia principalment en escenes de dones balineses en topless, va tenir un gran èxit el 1932, i gairebé per si sola va convertir Bali en un lloc popular pels turistes.
El Japó imperial va ocupar Bali durant la Segona Guerra Mundial. Originalment no era un objectiu a la seva campanya de les Índies Orientals Holandeses, però com que els aeròdroms de Borneo estaven inoperants a causa de les fortes pluges, l'Exèrcit Imperial Japonès va decidir ocupar Bali, que no patia un temps comparable. L'illa no tenia tropes regulars de l'Exèrcit de les Índies Orientals dels Països Baixos (KNIL). Només hi havia un Cos Auxiliar Natiu Prajoda (Korps Prajoda) format per uns 600 soldats nadius i diversos oficials holandesos del KNIL sota el comandament del tinent coronel del KNIL W.P.Roodenburg. El 19 de febrer de 1942, les forces japoneses van desembarcar prop de la ciutat de Sanoer (Sanur). L'illa va ser capturada ràpidament.

### Independència dels neerlandesos
El 1945, Bali va ser alliberada per la 5a divisió d'infanteria britànica sota el comandament del major general Robert Mansergh, que va acceptar la rendició japonesa. Un cop les forces japoneses van ser repatriades, l'illa va ser lliurada als neerlandesos l'any següent.
El 1946, els neerlandesos van constituir Bali com un dels 13 districtes administratius del recentment proclamat Estat d'Indonèsia oriental, un estat rival de la República d'Indonèsia, que va ser proclamat i encapçalat per Sukarno i Hatta. Bali es va incloure a la "República dels Estats Units d'Indonèsia" quan els Països Baixos van reconèixer la independència d'Indonèsia el 29 de desembre de 1949. El primer governador de Bali, Anak Agung Bagus Suteja, va ser nomenat pel president Sukarno el 1958, quan Bali es va convertir en una província.

### Època contemporània
L'erupció del mont Agung de 1963 va matar milers de persones, va crear estralls econòmics i va obligar a molts balinesos desplaçats a emigrar a altres parts d'Indonèsia. Bali va veure conflictes entre els partidaris i els detractors del sistema tradicional de castes. Políticament, l'oposició estava representada per partidaris del Partit Comunista d'Indonèsia (PKI) i del Partit Nacionalista d'Indonèsia (PNI), amb les tensions i els malestars augmentats encara més pels programes de reforma agrària del PKI. Un suposat intent de cop d'estat a Jakarta va ser evitat per les forces dirigides pel general Suharto.
L'exèrcit es va convertir en la potència dominant, ja que va instigar una violenta purga anticomunista, culpant el PKI del cop d'estat. La majoria de les estimacions suggereixen que almenys 500.000 persones van ser assassinades a Indonèsia, amb una estimació de 80.000 persones a Bali, equivalent al 5% de la població de l'illa. Sense forces islàmiques implicades com a Java i Sumatra, els partidaris del PNI de castes altes van liderar l'extermini dels membres del PKI.
Com a resultat dels trastorns de 1965–66, Suharto va poder fer fora de la presidència Sukarno. El seu govern del "Nou Ordre" va restablir les relacions amb els països occidentals. El Bali d'abans de la guerra com a "paradís" va reviure en una forma moderna. El gran creixement del turisme ha donat lloc a un augment espectacular del nivell de vida dels balinesos i a una important font d'ingressos de divises per al país.
Un atemptat el 2002 per part d'islamistes militants a la zona turística de Kuta va matar 202 persones, la majoria estrangeres. Aquest atac, i un altre el 2005, van reduir molt el turisme, produint moltes dificultats econòmiques a l'illa.
El 27 de novembre de 2017, el mont Agung va entrar en erupció cinc vegades, provocant l'evacuació de milers de persones, interrompent els viatges aeris i causant molts danys ambientals. També es van produir més erupcions entre el 2018 i el 2019.
Del 15 al 16 de novembre de 2022, es va celebrar a Nusa Dua la cimera del G20 de Bali 2022, la dissetena reunió del Grup dels Vint (G20).

## Geografia física

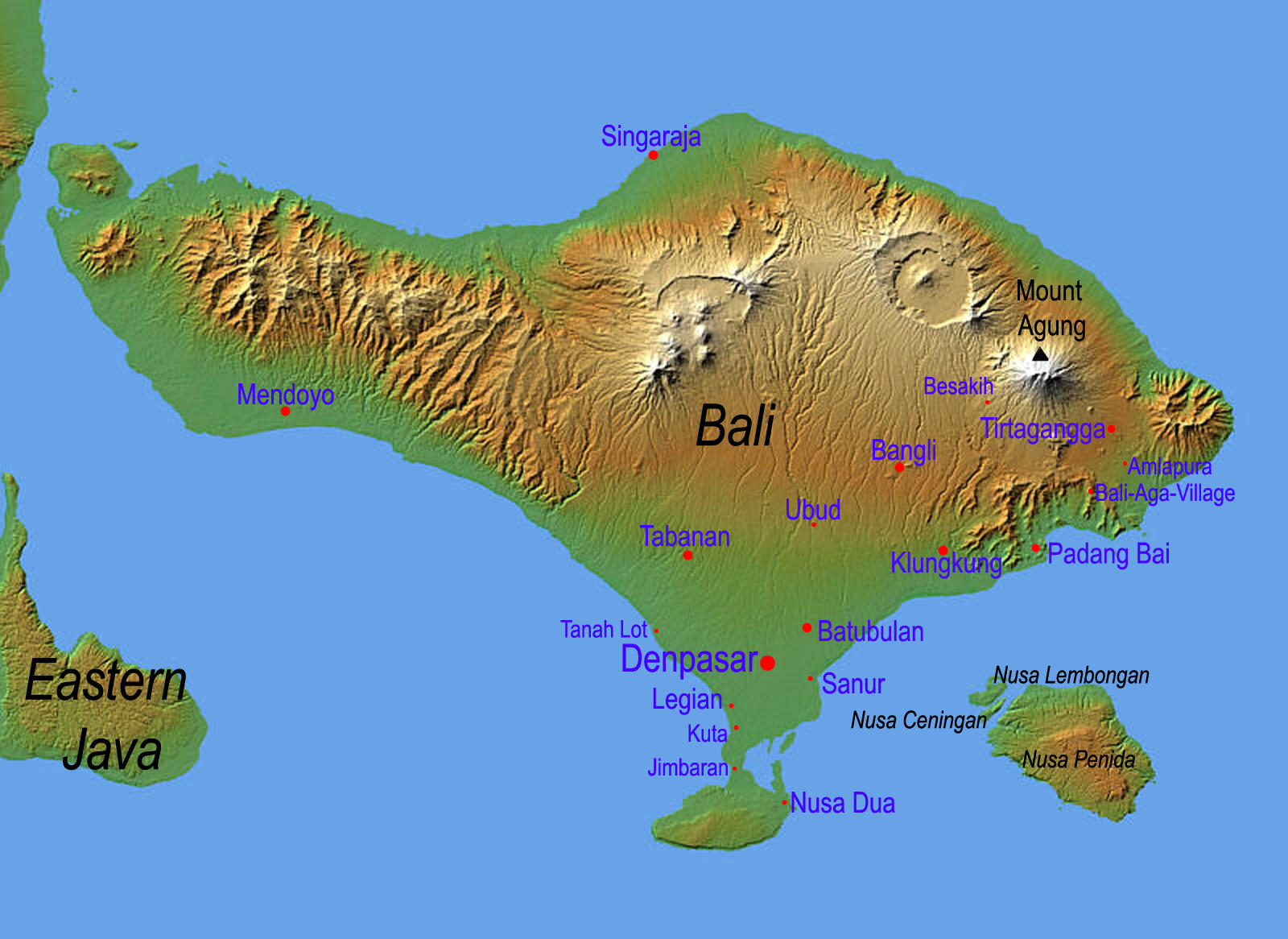
Topografia de l'illa

Bali es troba tan sols a 3,2 km a l'est de Java i a uns 8 graus al sud de la línia de l'equador. Fa 153 km de llarg i 112 km d'ample. La màxima altitud correspon al mont Agung (3.142 m), un volcà actiu que l'última vegada que va entrar en erupció fou el setembre del 2017. Les muntanyes ocupen des del centre fins a l'est de l'illa, i l'Agung n'és el cim més oriental. Un altre volcà actiu és el Batur. Fa uns 30.000 anys hi va tenir lloc una erupció catastròfica, una de les més remarcables de la història.

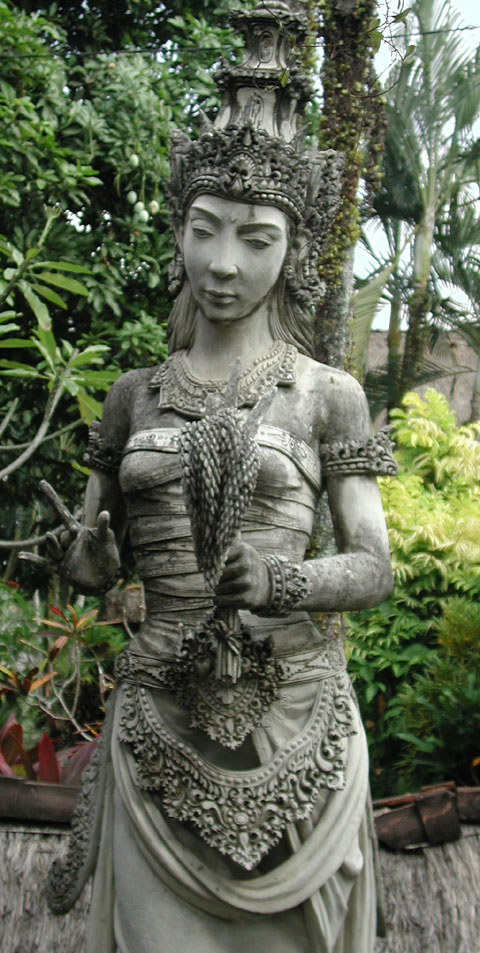
Estàtua de Dewi Sri, a Ubud

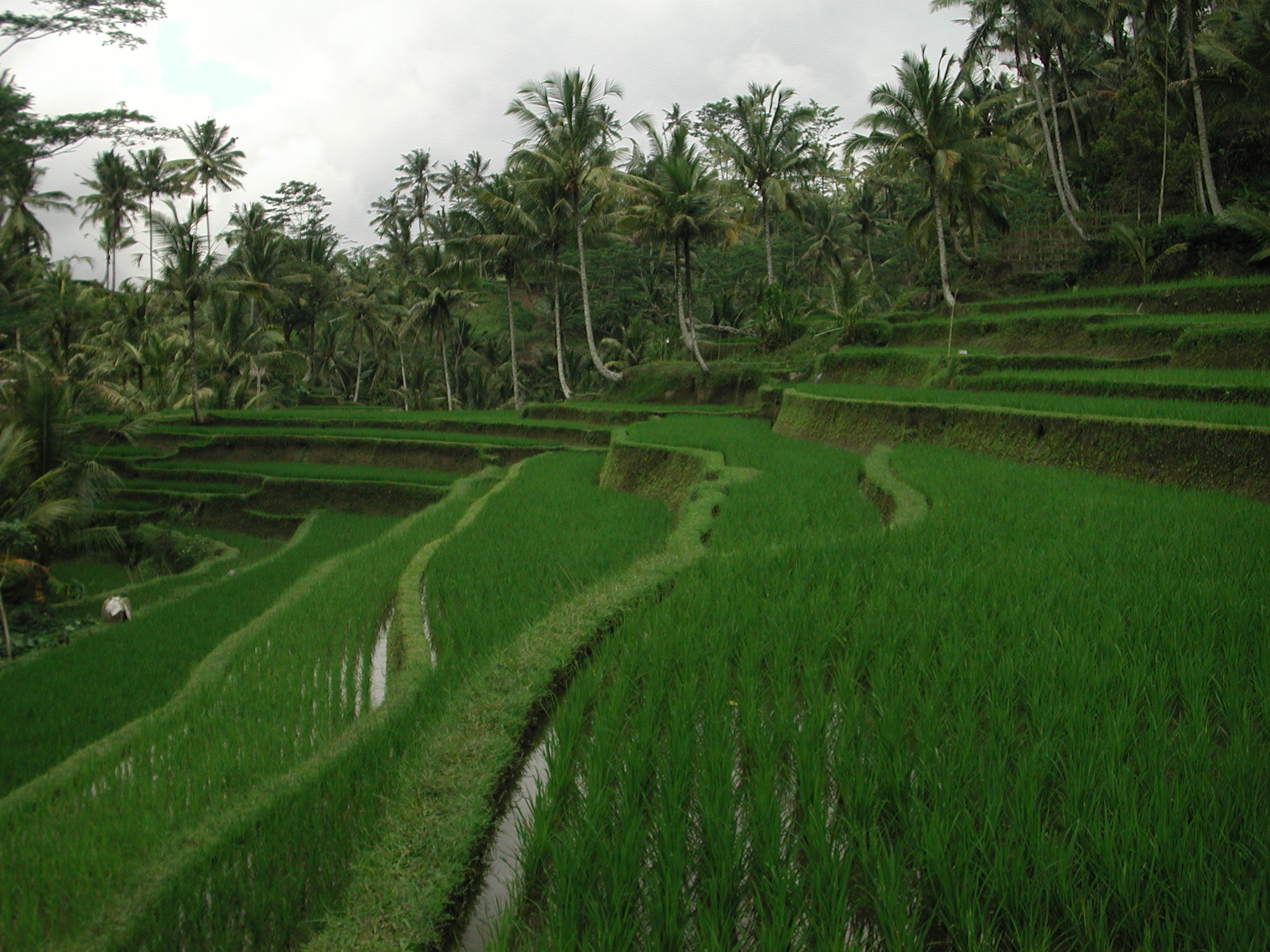
Terrasses d'arròs a l'entrada del temple de Gunung Kawi

Al sud, el terreny descendeix per formar una plana al·luvial, regada per rius d'escassa profunditat, secs durant l'estació seca però que es desborden fàcilment durant els períodes de pluges fortes.

## Geografia humana
Les ciutats principals són el port de Singaraja, al nord, i la capital, Denpasar, prop de la costa meridional. La vila d'Ubud (al nord de Denpasar), amb el seu mercat d'art i els seus museus i galeries, es considera el centre cultural balinès.
La majoria de la població (un 93%) professa la religió hinduista, amb una petita minoria musulmana (un 5%) formada especialment per pescadors de la costa. Els habitants de l'illa parlen balinès, amb l'indonesi com a segona llengua.

## Turisme, transports i comunicacions
Les principals destinacions turístiques són la vila costanera de Kuta, famosa per les seves platges, Sanur, Jimbaran, Seminyak i, últimament, Nusa Dua. L'Aeroport Internacional Ngurah Rai està situat prop de Jimbaran, a l'istme que uneix la part més meridional de l'illa amb la part principal.
Les carreteres principals voregen la costa, i també n'hi ha de transversals, que creuen l'illa principalment de nord a sud. A causa del caràcter muntanyós del centre de Bali, allà les carreteres acostumen a seguir les carenes de les muntanyes. No hi ha ferrocarril.
L'illa està voltada d'esculls coral·lins. Les platges de la costa sud acostumen a ser de sorra blanca, mentre que les del nord i l'oest són de sorra negra volcànica. La vila costanera de Padangbai, al nord-est, en té de totes dues menes: blanca a la platja principal i negra a la Llacuna Blava. Una altra platja famosa, més tranquil·la, és la de Pasut, prop de Tabanan. Aquesta àrea compta amb el temple de Tanah Lot, prop del mar, i el riu Ho, navegable amb petits sampans.

## Economia
A part del turisme, la majoria dels balinesos es dediquen a l'agricultura, i sobretot al conreu de l'arròs. Altres collites menys significatives són les de fruites, verdures i altres productes de subsistència. Un nombre significatiu de la població activa es dedica també a la pesca. Bali també és famosa pels seus artesans, que produeixen teles i roba de batik i ikat, talles de fusta i de pedra i objectes d'argent dins de l'art balinès.